# Granville Leveson-Gower (1. hrabia Granville)
Granville Leveson-Gower (ur. 12 października 1773, zm. 8 stycznia 1846) – brytyjski arystokrata, dyplomata i polityk.

## Życiorys
Był synem Granville’a Levesona-Gowera, i Susanah Stewart, córki [Alexandera Stewarta. Wykształcenie odebrał w Christ Church na Uniwersytecie Oksfordzkim.
Uznawany za jednego z najprzystojniejszych mężczyzn swoich czasów, lord Leveson-Gower zrobił karierę w dyplomacji. Dwukrotnie był ambasadorem w Petersburgu (1804–1805) i 1807–1812) i trzykrotnie w Paryżu (1824–1828, 1830–1835 i 1835–1841). Ponadto w 1823 r. był ambasadorem w Hadze.
W 1799 r. został wybrany do Izby Gmin jako reprezentant okręgu Lichfield. Od 1799 r. reprezentował Staffordshire. W 1809 r. był przez krótki czas sekretarzem ds. wojny. W 1815 r. otrzymał tytuł 1. wicehrabiego Granville i zasiadł w Izbie Lordów. W 1833 r. jego tytuł podniesiono do rangi hrabiego.

## Życie prywatne
24 grudnia 1809 r. poślubił Harriet Cavendish (29 sierpnia 1785 – 25 listopada 1862), córkę Williama Cavendisha, i Georgiany Spencer, córki Johna Spencera. Granville i Harriet mieli razem dwóch synów i dwie córki:
- Susan Georgiana Leveson-Gower (1810 – 30 kwietnia 1866), żona George’a Pitta-Riversa, nie miała dzieci
- Georgiana Charlotte Leveson-Gower (1812 – 19 stycznia 1885), żona Alexandra Fullertona, nie miała dzieci
- Granville George Leveson-Gower
- Edward Frederick Leveson-Gower (3 maja 1819 – 30 maja 1907)

Przed ślubem Leveson-Gower miał romans z ciotką swojej przyszłej żony, lady Bessborough, i miał z nią dwie córki. Ich związek trwał 15 lat.